# Lonely (canción de Justin Bieber y Benny Blanco)
«Lonely» es una canción del cantante canadiense Justin Bieber con el productor estadounidense Benny Blanco. Se lanzó como sencillo el 15 de octubre de 2020 por Friends Keep Secrets, Def Jam Recordings e Interscope Records, como parte del sexto álbum de estudio de Bieber. La canción marca la segunda colaboración entre los dos artistas, siendo la anterior «Love Yourself» del cuarto álbum de estudio de Bieber Purpose (2015).

## Antecedentes
«Cuando él [Blanco] y [Finneas] me mostraron esta canción, para ser honesto, fue difícil de escuchar considerando lo difícil que fue superar algunos de estos capítulos», escribió Bieber sobre la canción. «Entré al estudio y canté, lo cual no fue fácil, ¡pero comencé a ver realmente la importancia de contar esta historia! ¡Me hizo darme cuenta de que todos nos sentimos solos a veces!. Estando en mi posición, creo que es poderoso expresar vulnerabilidad y por eso creo que esta canción es tan poderosa». Hablando de la canción, Blanco reveló que Bieber estaba «muy nervioso» y consideró si lanzar o no la canción.

## Lanzamiento
La canción fue insinuada por primera vez por Blanco el 5 de octubre de 2020, cuando publicó una serie de fotos en Instagram, incluida una en la que aparece su cabeza con Photoshop en el anuncio de ropa interior Calvin Klein de Bieber. También había una foto de Blanco de pie frente a una valla publicitaria de la vida real con el anuncio con Photoshop.
El 9 de octubre, Bieber publicó un breve clip en las redes sociales con Blanco y el rapero estadounidense Lil Dicky. La publicación dice: «La semana que viene...» Blanco publicó la versión completa de ese clip, que ve a Lil Dicky llegando a la mansión de Blanco y es recibido por él con una serie de frases extrañas. En el clip también apareció una anuncio de «La próxima semana». El 13 de octubre, se confirmó la canción para un lanzamiento el 16 de octubre, junto con el arte del sencillo y un enlace para guardar previamente la canción en servicios de descarga y transmisión digital. Bieber también publicó un breve fragmento de la canción en sus historias de Instagram, y compartió una foto del video musical.
El 15 de octubre, casi 24 horas antes del lanzamiento oficial, un fragmento de «Lonely» estuvo disponible exclusivamente en la lista de «Sonidos destacados» de Snapchat, que permite a los usuarios agregar música con licencia a sus Snaps.

## Composición
«Lonely» es una balada emocional con un arreglo minimalista y presenta una melodía de piano sombría.  Líricamente, Bieber reflexiona sobre los obstáculos que enfrentó durante su carrera temprana, incluidas algunas percepciones y críticas con las que tuvo que lidiar mientras ganaba fama en su infancia, y los sentimientos de aislamiento y soledad que experimentó.

## Video musical

### Antecedentes
El video musical se estrenó en YouTube a las 9 p. m. PDT el 15 de octubre de 2020. Fue dirigido por el director de videos musicales estadounidense Jake Schreier y está protagonizado por el actor canadiense Jacob Tremblay.
Bieber elogió a Jacob Tremblay por su talento, y agregó que se emocionó cuando vio a Tremblay haciendo de él mismo, mientras actúa como un espectador.  En una transmisión en vivo en el canal de YouTube de Bieber después del lanzamiento de la canción, tanto Bieber como Blanco llamaron a Tremblay uno de los mejores actores infantiles que jamás hayan visto. "La primera vez que lo vi pasar por el segmento ... lo perdí legítimamente", dijo Justin sobre presenciar a Tremblay en el set. "Estaba llorando completamente".

### Sinopsis
En el video Tremblay interpreta una versión más joven de Bieber. Se sienta solo en un camerino, y está vestido como Bieber en los primeros días de su carrera, con el cabello peinado hacia los lados, una sudadera con capucha morada y un par de zapatillas moradas. A medida que avanza el video, Tremblay camina por el backstage solo y finalmente termina en el escenario frente a un teatro vacío, con Bieber mirándolo en su asiento como el único miembro de la audiencia, reflexionando y juzgando su propio pasado.

## Presentaciones en vivo
El 17 de octubre de 2020, Bieber interpretó la canción en vivo con Blanco durante su aparición en el tercer episodio de la cuadragésima sexta temporada de Saturday Night Live.

## Créditos y personal
Créditos adaptados de Tidal.
- Benny Blanco - producción, ingeniería, teclados, programación
- Finneas : producción, ingeniería, teclados, programación
- Elijah Marrett-Hitch - asistencia de mezcla
- Devin Nakao - ingeniería
- Josh Gudwin - ingeniería, mezcla, ingeniería vocal, producción vocal
- Chris Gehringer - ingeniería maestra
- Andrew Luftman - coordinación de producción
- Sarah Shelton - coordinación de producción
- Scooter Braun - coordinación de producción
- Chris O'Ryan - ingeniería vocal, producción vocal

## Posicionamiento en listas
| Listas (2020)                             | Mejor posición |
| ----------------------------------------- | -------------- |
| Alemania (Official German Charts)         | 9              |
| Australia (ARIA)                          | 11             |
| Austria (Ö3 Austria Top 40)               | 8              |
| Bélgica (Ultratop 50) Flanders            | 15             |
| Bélgica (Ultratop 50) Wallonia            | 37             |
| Canadá (Canadian Hot 100)                 | 1              |
| Dinamarca (Tracklisten)                   | 5              |
| Escocia (Official Charts Company)         | 16             |
| Eslovaquia (Singles Digitál Top 100)      | 11             |
| España (PROMUSICAE)                       | 44             |
| Estados Unidos (Billboard Hot 100)        | 14             |
| Estados Unidos (Adult Top 40)             | 18             |
| Estados Unidos (Mainstream Top 40)        | 20             |
| Finlandia (Suomen virallinen lista)       | 6              |
| Francia (SNEP)                            | 53             |
| Hungría (Single Top 40)                   | 1              |
| Hungría (Stream Top 40)                   | 6              |
| Irlanda (IRMA)                            | 7              |
| Italia (FIMI)                             | 56             |
| Malasia (RIM)                             | 3              |
| Noruega (VG-lista)                        | 1              |
| Nueva Zelanda (RMNZ)                      | 12             |
| Países Bajos (Dutch Top 40)               | 4              |
| Países Bajos (Single Top 100)             | 2              |
| Reino Unido (UK Singles Chart)            | 17             |
| República Checa (Singles Digitál Top 100) | 24             |
| Singapur (RIAS)                           | 4              |
| Suecia (Sverigetopplistan)                | 9              |
| Suiza (Schweizer Hitparade)               | 6              |

## Certificaciones
| País (organismo certificador) | Certificación | Unidades certificadas |
| ----------------------------- | ------------- | --------------------- |
| Canadá (Music Canada)         | Oro           | 40 000                |
| Noruega (IFPI)                | Oro           | 30 000                |

## Historial de lanzamiento
| País           | Fecha                 | Formato                      | Discográfica                              | Ref    |
| -------------- | --------------------- | ---------------------------- | ----------------------------------------- | ------ |
| Varios         | 15 de octubre de 2020 | Descarga digital y streaming | Friends Keep Secrets, Def Jam, Interscope | [ 33 ] |
| Estados Unidos | 20 de octubre de 2020 | Contemporary hit radio       | Friends Keep Secrets, Def Jam, Interscope | [ 65 ] |